# Actizera stellata
Actizera stellata là một loài bướm ngày thuộc họ Lycaenidae. Nó được tìm thấy ở Nam Phi, Ethiopia, miền nam Sudan, Kenya, Uganda, Zaire, Tanzania và miền bắc Malawi. Tại châu Phi nó được tìm thấy ở East Cape và phía nam của bang tự do Orange.
Sải cánh dài 13–18 mm đối với con đực và 15–19 mm đối với con cái. Con trưởng thành bay từ tháng 1 đến tháng 5, nhiều nhất vào từ tháng 1 đến tháng 2. There is one extended generation per year.
Ấu trùng ăn Trifolium africanum.